# Phở

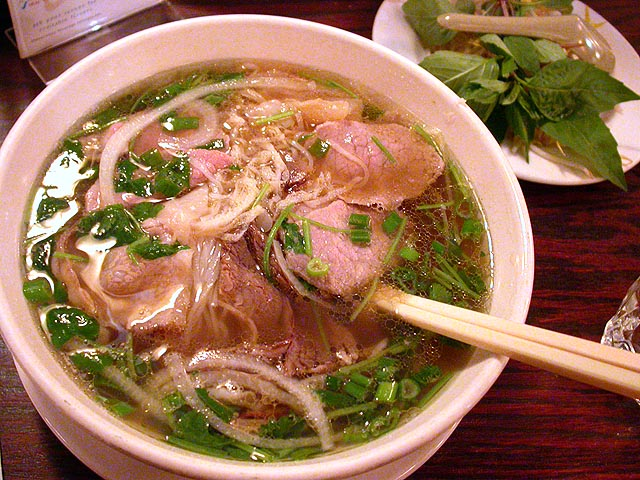
Phở bò

Phở (také pho, vyslovuje se [fəː˧˩˧] s klesavo-stoupavým tónem, chữ nôm: 𬖾, lidově fóčko) je populární vietnamské jídlo. Původ jídla je v provincii Nam Dinh, ale posléze se stalo populární v hlavním městě Hanoji a v celé severní části Vietnamu. 

## Užití
Obvykle se podává k snídani, ale je možno ho podat i v jinou denní dobu. Dnes je možno se setkat s tímto pokrmem v mnoha restauracích v Evropě, USA a Asii, hlavně v místech s vietnamskou komunitou.

## Charakteristika
Polévka phở se vaří v mnoha variantách, například klasické hovězí, kuřecí, rybí, s krevetkami, či vegetariánská verze s houbami, a mungovými klíčky. Klasickou variantou polévky phở je phở bò, tedy hovězí polévka se širokými rýžovými nudlemi, tenkými plátky masa a jarní cibulkou. K dochucení se používá limetka, chilli papričky v oleji, rybí omáčka, vietnamská pálivá chilli omáčka tương ớt, bambusové výhonky a čerstvé bylinky jako je koriandr, vietnamská bazalka, máta a mexický koriandr. Další variantou je phở gà z masa kuřecího.